# Кин, Дональд Лоуренс
До́нальд Ло́уренс Кин (англ. Donald Lawrence Keene; 18 июня 1922 года, Нью-Йорк — 24 февраля 2019 года, Токио) — американский японовед, переводчик японской литературы. Преподавал в Колумбийском университете более 50 лет.
Родился в семье бизнесмена. Степени бакалавра (1942), магистра (1947) и доктора философии (1949) получил в Колумбийском университете.
После землетрясения 2011 года у восточного побережья острова Хонсю Дональд Кин принял решение переехать на постоянное жительство в Японию в знак солидарности с японцами.

## Научная деятельность
Автор нескольких десятков книг (как на английском, так и на японском языках), множества научных статей, переводов классической и современной японской литературы.

## Почётные степени
Дональд Кин является обладателем почётных учёных степеней нескольких учебных заведений:
- Кембриджский университет (1978),
- Колумбийский университет (1997),
- Университет Тохоку (1997),
- Университет Васэда (1998),
- Университет Тоё (2011[8]) и других.